# 產鉗

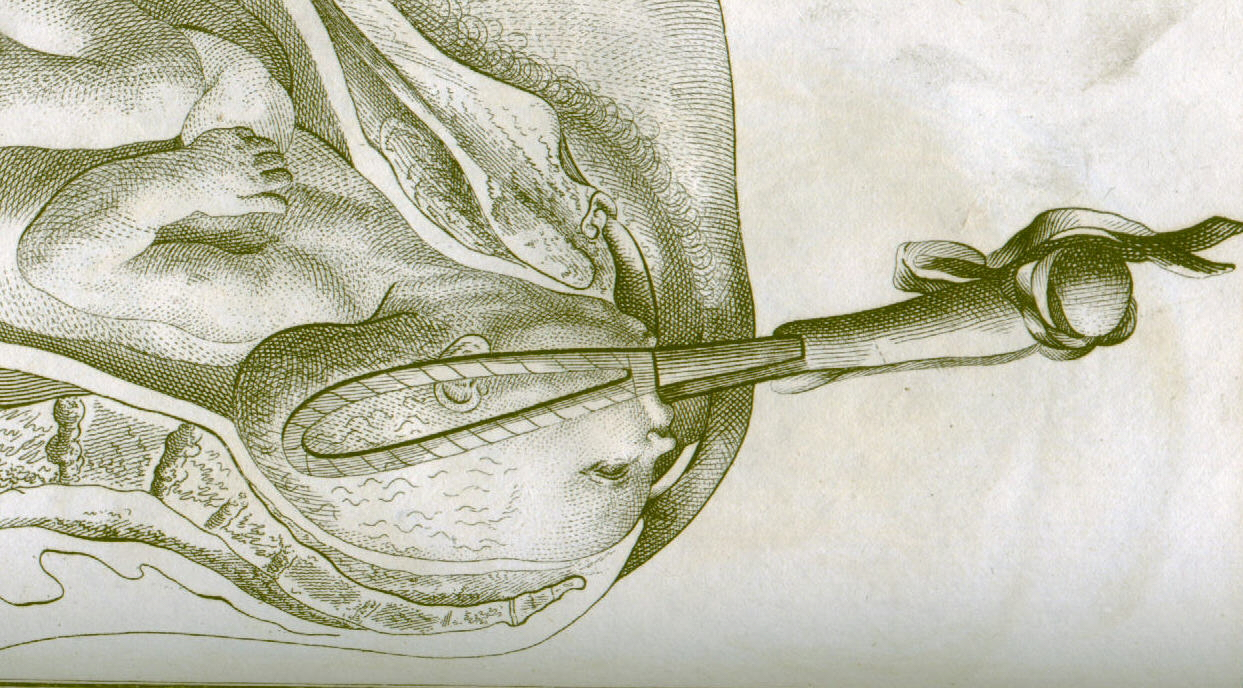
產鉗

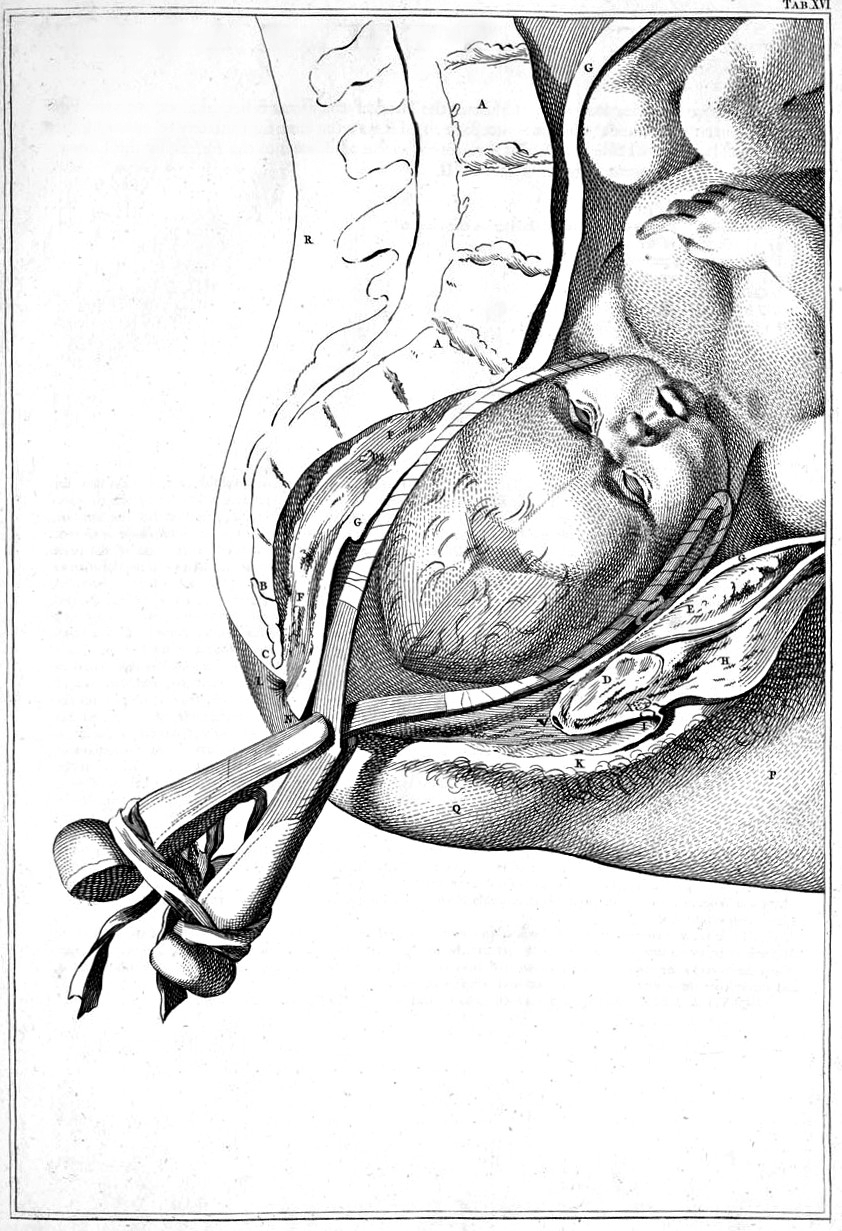
由斯梅利·威廉進行，由產鉗進行的分娩

產鉗是一種用作協助分娩的器具，主要是協助難產的孕婦進行分娩。
現代產鉗由英國產科醫生彼德·張伯倫於1600年左右發明。在最初的一百年，一直為張伯倫家族的家傳秘密。1734年，此項秘密被公開。在之後二百年，成為產科不可或缺的工具。近數十年，由於剖腹生產的盛行，加上真空牽引的發明，產鉗的使用正快速下降。